# Mezzettia umbellata
Mezzettia umbellata là một loài thực vật thuộc họ Annonaceae.

## Phân bố
Theo Plants of the World Online thì nó là loài bản địa đảo Borneo, và theo đánh giá năm 2018 của IUCN thì nó là bản địa Brunei, Indonesia và Malaysia.